# Wincenty Niewiadomski
Wincenty Niewiadomski (ur. 4 kwietnia 1826 w Warszawie, zm. 2 stycznia 1892 w Ostrowi Mazowieckiej) – polski literat, popularyzator nauk przyrodniczych, urzędnik. Od końca lat 60. XIX wieku należał do czołówki warszawskich szachistów. Przeszedł do historii także jako ojciec Eligiusza Niewiadomskiego, zabójcy prezydenta Gabriela Narutowicza.

## Życiorys
Pochodził z rodziny urzędniczej, był synem Józefa (zm. 27 grudnia 1870), radcy Komisji Wojny. Idąc w ślady ojca, po ukończeniu gimnazjum realnego (ok. 1844) podjął pracę urzędnika. Był m.in. probierzem w warszawskiej mennicy, gdzie w czasie powstania styczniowego wykonywał potajemnie pieczęcie na potrzeby Rządu Narodowego. Po likwidacji mennicy w 1864 przeszedł na urzędnicze stanowisko w Kolei Warszawsko-Terespolskiej. Później, zaprotegowany przez Jakuba Natansona, otrzymał posadę archiwisty w biurze Warszawskiego Towarzystwa Kopalń Węgla i pracował tam do końca 1890.
Wobec konieczności utrzymania licznej rodziny Niewiadomski zajął się niezależnie od pracy zawodowej działalnością publicystyczną. Od 1862 zamieszczał sprawozdania w kilku działach "Tygodnika Ilustrowanego", m.in. "Najnowsze odkrycia, wynalazki i spostrzeżenia naukowe" oraz "Z bieżącej chwili ruchu naukowego". Współpracował również z szeregiem innych czasopism i wydawnictw, m.in. "Biesiadą Literacką", "Bluszczem", "Kłosami", "Kurierem Porannym", "Niwą", "Opiekunem Domowym", "Przyrodą i Przemysłem", "Tygodnikiem Powszechnym" czy "Wędrowcem", a także kalendarzami Józefa Ungra i Jana Jaworskiego. Ogłosił przeszło 200 artykułów, większość poświęconych naukom przyrodniczym. Pisał o przemianach ewolucyjnych, przystosowaniach świata roślin i zwierząt, instynktach zwierzęcych, a także o ochronie roślin. Był jednym z pierwszych polskich popularyzatorów teorii Karola Darwina, o czym pisał już w 1869 w "Bluszczu" i "Tygodniku Ilustrowanym". Zajmował się także dziejami nauk przyrodniczych w Polsce, czemu poświęcił m.in. artykuły Ogród botaniczny warszawski ("Kalendarz Illustrowany Astronomiczno-Gospodarski J. Jaworskiego" na rok 1875), Gabinet Zoologiczny ("J. Ungra Kalendarz Warszawski" na rok 1879) oraz szkice biograficzne Jerzego Bogumiła Puscha, Ludwika Zejsznera i Karola Lyella. Pisał ponadto o odkryciach i wynalazkach z zakresu techniki, chemii, fizyki.
Był współredaktorem dzieła Mikołaj Kopernik (1873), przygotowanego na jubileusz 400-lecia urodzin astronoma, wspólnie z Ludwikiem Zejsznerem (zmarłym tragicznie przed ukazaniem się pracy) i Wojciechem Grochowskim. Publikacja ta doczekała się jeszcze za życia Niewiadomskiego kolejnych dwóch wydań – w 1884 i 1886.
Przygotował streszczenia teorii doboru naturalnego i pochodzenia człowieka Alfreda Russela Wallace'a ("Kłosy", 1871) oraz dzieła Dzieje utworzenia przyrody Ernsta Haeckela ("Niwa", 1872). Przełożył kilka popularnych książek o przyrodzie z języka francuskiego, m.in. Ziemia i morze Louisa Figuiera (1873) czy Machina zwierzęca Étienne'a-Jules'a Mareya (1874). Obszerną publikację niemieckiego przyrodnika Alfreda Brehma skrócił i skompilował z innymi opracowaniami jako Życie i obyczaje zwierząt według Brehma i innych najnowszych źródeł (1873).
Poza artykułami popularyzatorskimi oraz przekładami Niewiadomski był również autorem książek. Opublikował Przezorność roślin (1876), Męczennicy w imię nauki (1879), Obrazy z życia flory (1880). Innej tematyce były poświęcone Powieści z Pisma Świętego wierszem dziatwie opowiedziane przez Jana z Rzeszowa (1880). "Jan z Rzeszowa" był jednym z pseudonimów Niewiadomskiego; używał również pseudonimów "Grot Izydor", "Zefiryn", a także kryptonimów "Niew... W.", "W.N.", "W. Niew." Z innych publikacji Niewiadomskiego można wymienić wspomnienie pośmiertne o Jakubie Natansonie na łamach "Tygodnika Ilustrowanego". Cenzura rosyjska wstrzymała natomiast druk wierszowanych Dziejów Polski od Mieszka I do Stanisława Augusta.
Zainteresowania szachami Niewiadomski wyniósł z domu rodzinnego. Do gry zachęcił go ojciec, bywalec szachowej kawiarni "Pod Dzwonnicą". W 1868 Niewiadomski uczestniczył w pierwszych mistrzostwach Warszawy i zajął w nich miejsce w czołówce, jednak poza pierwszą czwórką; pokonał m.in. Alberta Szczawińskiego. Jako kompozytor szachowy opublikował kilka zadań w "Tygodniku Powszechnym". Grywał także partie towarzyskie na umówione stawki, a w 1879 rozegrał mecz złożony z pięciu partii z czołowym warszawskim szachistą Janem Kleczyńskim. W meczu tym uległ po zaciętej walce, notując jedną wygraną partię, dwie partie przegrywając i dwie remisując.
Był dwukrotnie żonaty. 23 września 1854 ożenił się z Julianą Andrigun z Wernerów (ur. 3 kwietnia 1825, zm. 30 września 1871), córką burmistrza Merzig, miał sześcioro dzieci: Cecylię (1855–1925, pedagoga, autorkę podręczników oraz książek dla dzieci i młodzieży, tłumaczkę), Włodzimierza (1859–1902, oficera wojska rosyjskiego), Romana Mieczysława (1861–1944, inżyniera kolejnictwa, przedsiębiorcę, działacza Narodowej Demokracji), Marię (zmarłą w 1882 przed dojściem do pełnoletniości), Jana (1863–1915, rysownika i jubilera) oraz Eligiusza (1869–1923, malarza, zabójcę prezydenta Gabriela Narutowicza). Po śmierci żony poślubił Helenę (nazwisko panieńskie nieznane), z którą się rozwiódł.
Wincenty Niewiadomski pochowany został na Powązkach.